# Selbstbildnis mit Spanischer Grippe
Selbstbildnis mit Spanischer Grippe (auch Selbstbildnis/Selbstporträt mit der Spanischen Grippe, norwegisch Selvportrett i spanskesyken) und Selbstbildnis nach der Spanischen Grippe (norwegisch Selvportrett etter spanskesyken) ist der Titel von drei Gemälden sowie mehreren Zeichnungen und Aquarellen des norwegischen Malers Edvard Munch, die in den Jahren 1918 und 1919 entstanden. Sie stellen eine Infektion des Malers mit der Spanischen Grippe dar, die zu dieser Zeit weltweit grassierte und zahlreiche Todesopfer forderte. Die Bilder stehen in einer Reihe von Selbstbildnissen, mit denen der zurückgezogen lebende Munch in seinem Spätwerk Alter, Krankheit und den nahenden Tod erforscht hat.

## Bildbeschreibung
In Selbstbildnis mit Spanischer Grippe aus der Norwegischen Nationalgalerie porträtiert sich Munch in einem langen, braunen Morgenmantel, wie er in einem gelben Korbstuhl sitzt. Die in den Schoß gelegten Hände halten eine grünliche Wolldecke. Im Hintergrund befindet sich ein ungemachtes Bett. Sein Gesicht ist verwaschen und unrasiert, der Mund weit geöffnet, als habe er Schwierigkeiten, Luft zu bekommen. Er sieht hilfesuchend zum Betrachter; sein Blick wirkt ermüdet, scheint ins Leere zu gehen und seine Umgebung kaum wahrzunehmen. Das Kinn ist auf die Brust gesunken, die ganze Körperhaltung in sich zusammengesunken. Er beugt sich leicht vor und zeigt einen ausgeprägten Rundrücken. Laut Nic. Stang wirkt Munch in dem Bild „mager und eingefallen, […] bärtig und ungepflegt“. Joseph L. Goldstein erkennt in dem Kranken Desorientiertheit und Delirium.
Die fleischfarbene Ton der Wand im Hintergrund wird von der bleichen Gesichtsfarbe aufgenommen, als scheine sie durch den Kranken. Rechts im Vordergrund finden sich einige leuchtende gelbe, blaue und rote Farbflecke, als dringe die bunte und lebendige Außenwelt ins Zimmer. Der Bezug des Krankenbetts dagegen ist in einem kränklich-schleimigen Grün gemalt, in das sich violette Flecken mischen.
In Selbstbildnis nach der Spanischen Grippe aus dem Munch-Museum Oslo blickt Munch den Betrachter im Viertelprofil an. Er sitzt nicht länger, sondern steht aufrecht. Der leere Korbstuhl ist im Hintergrund zu sehen. Den Morgenmantel hat er gegen einen grünlich-blauen Anzug getauscht. Auch die Hintergrundfarbe hat sich vom bleichen Inkarnat ins Grünliche verschoben. Munchs Haar wirkt voller. Er hat sich einen dichten Bart stehenlassen. In sein Gesicht ist kräftige rote Farbe zurückgekehrt, doch seine Augen wirken aufgedunsen und sein Gesichtsausdruck noch immer erschöpft.
Ein drittes Gemälde, das vom Behnhaus Selbstbildnis nach Influenza betitelt wird, zeigt Munch in einem Sessel, im Profil nach rechts gerichtet. Er trägt  Jackett, Hose und Schuhe, scheint also das Krankenbett bereits verlassen zu haben. Dennoch ist er tief in den Sessel gerutscht und seine Arme ruhen in voller Länge auf den Lehnen. Eine Decke wärmt seinen Rücken. Im bärtigen Gesicht scheinen die Augen geschlossen, als sinniere der Maler über die Krankheit, sein Leben oder sein Werk.

## Hintergrund
Edvard Munch machte von frühester Jugend an Erfahrungen mit Krankheit und Tod. Im Alter von 33 Jahren starb 1868 Munchs Mutter an Tuberkulose, als er gerade fünf Jahre alt war. 1877 starb seine ältere Schwester Sophie mit 15 Jahren an derselben Krankheit. Zwölf Jahre später starb sein Vater. Munch war als Kind schwächlich und häufig krank, seine Kinder- und Jugendzeit wurde von einer beständigen Todesangst überschattet. Er äußerte später: „In meinem Elternhaus hausten Krankheit und Tod. Ich habe wohl nie das Unglück von dort überwunden. Es ist auch für meine Kunst bestimmend gewesen.“ Munchs früheste künstlerische Verarbeitung des Todes seiner Schwester Sophie und seiner eigenen Todesangst war das Motiv Das kranke Kind, mit dem er 1885/86 ein Jahr lang bis zu seiner Fertigstellung rang und das er in regelmäßigen Abständen neu malte. Auch in seinem Lebensfries griff Munch immer wieder auf die Themen Krankheit und Tod zurück, so in Der Tod im Krankenzimmer (1893) und Am Sterbebett (1895).

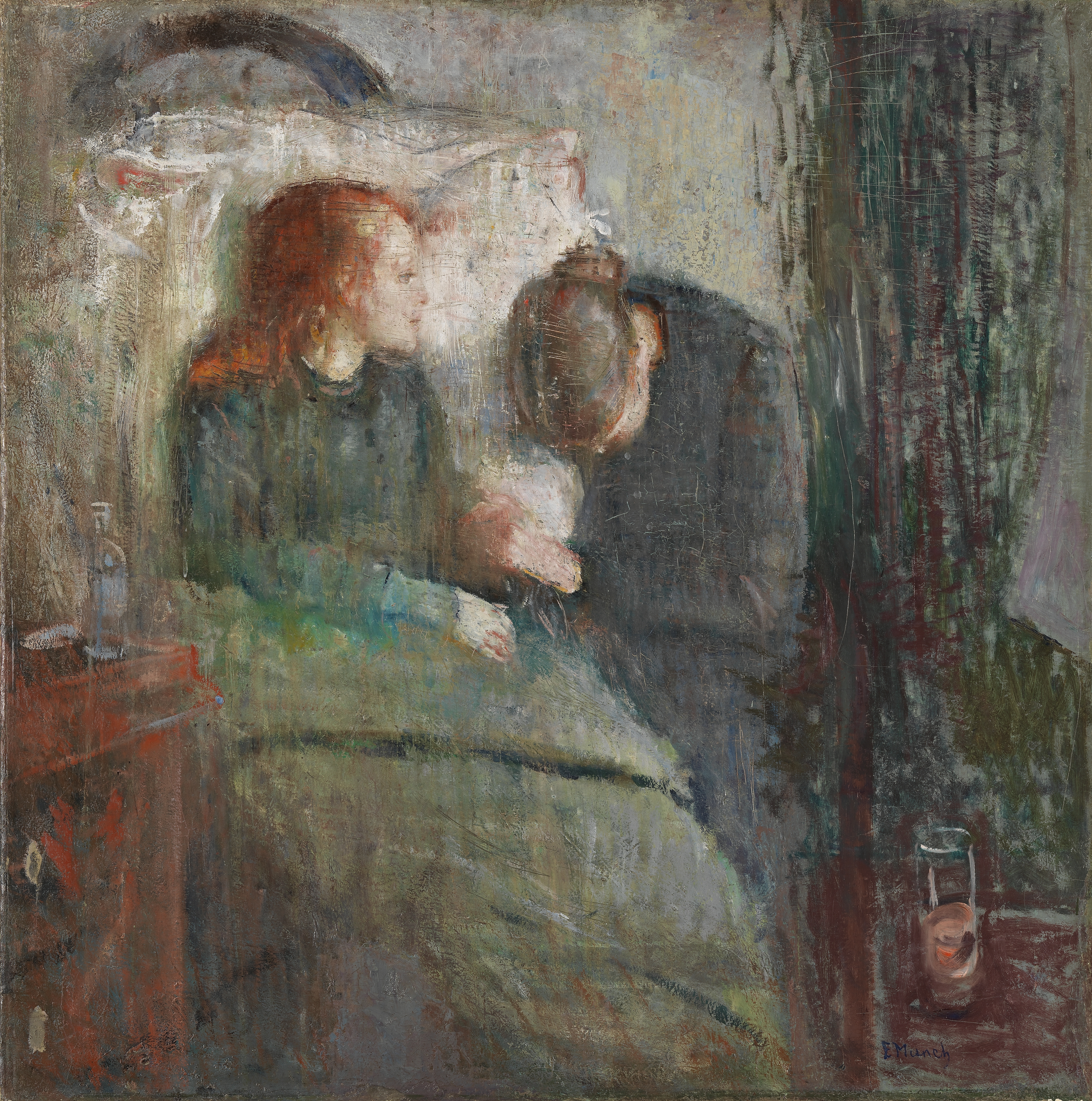
Das kranke Kind (1885/86), Öl auf Leinwand, 119,5 × 118,5 cm, Norwegische Nationalgalerie Oslo
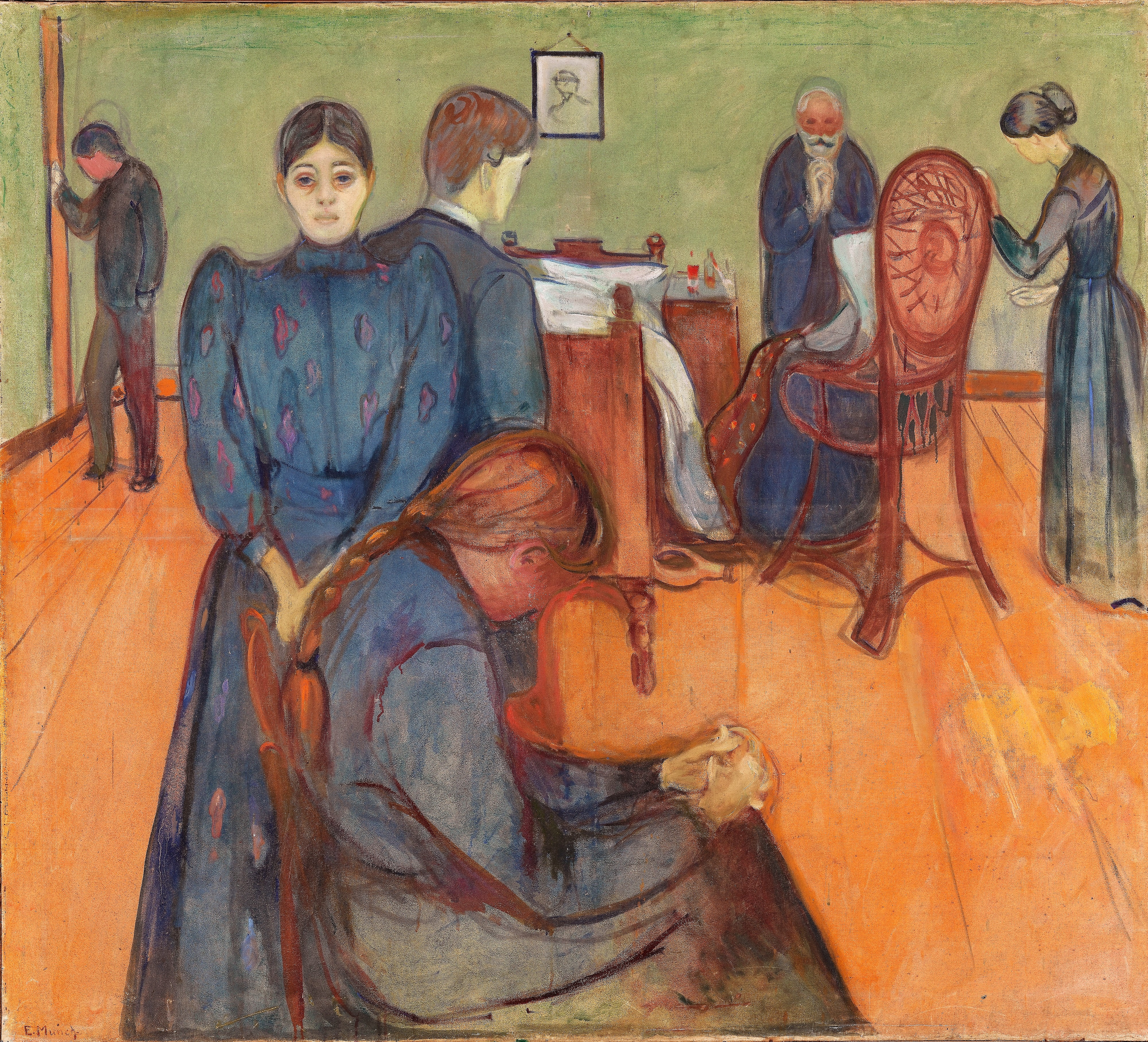
Der Tod im Krankenzimmer (1893), Öl auf Leinwand, 152,5 × 169,5 cm, Norwegische Nationalgalerie Oslo
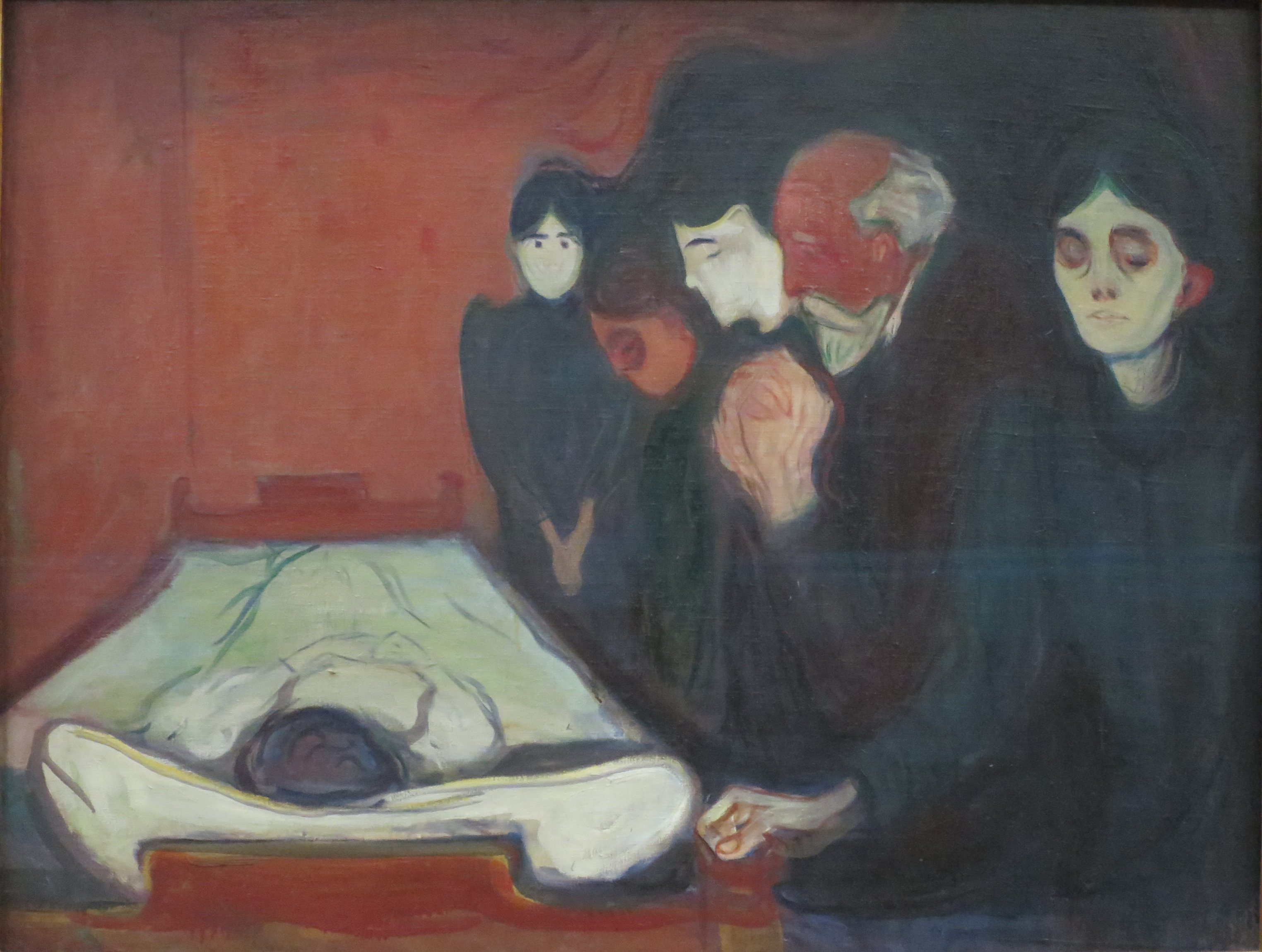
Am Sterbebett (1895), Öl auf Leinwand, 90 × 120,5 cm, Kunstmuseum Bergen
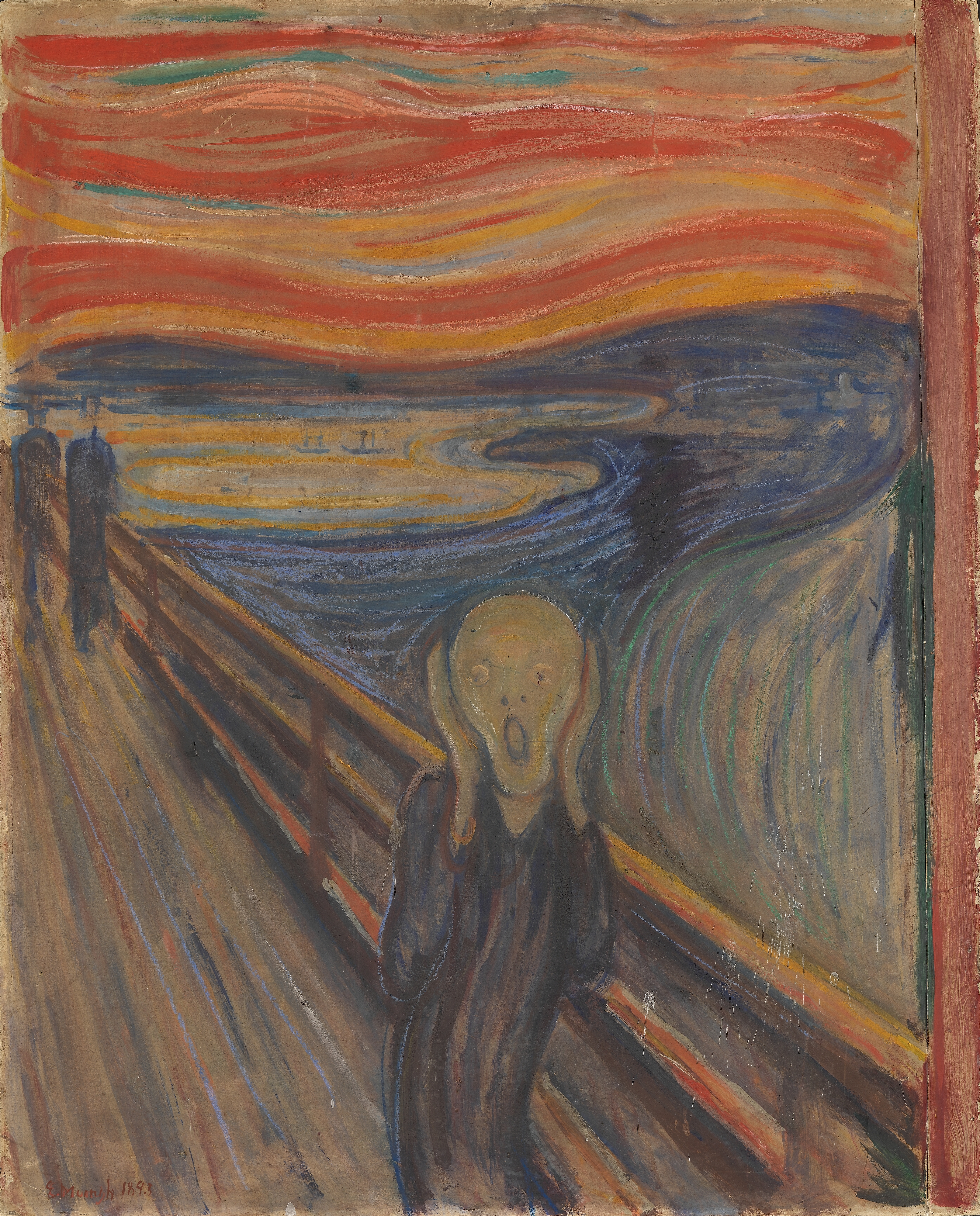
Der Schrei (1893), Öl, Tempera und Pastell auf Pappe, 91 × 73,5 cm, Norwegische Nationalgalerie Oslo

Nach Ende des Ersten Weltkriegs verbreitete sich zwischen 1918 und 1920 weltweit die so genannte Spanische Grippe, eine Influenza-Pandemie, die 20 bis 50 Millionen Opfer forderte. Unter anderem starben an ihr der Maler Egon Schiele sowie die Dichter Guillaume Apollinaire und Emanuel Goldstein, ein enger Freund Munchs aus seiner Pariser Zeit. Auch Edvard Munch, der zeit seines Lebens die Influenza fürchtete, erkrankte im Winter 1918/19. Er dokumentierte seinen Krankheitsverlauf in zahlreichen Selbstbildnissen. Ein Brief bescheinigte im März 1919 seine Genesung. Ob Munch tatsächlich an der Spanischen Grippe erkrankt war, ist allerdings nicht gesichert. Laut dem Munch-Museum Oslo könnte es auch eine Bronchitis gewesen sein. Die Kunsthistorikerin Patricia G. Berman vertritt die These, dass Munchs Selbstbildnisse mit Spanischer Grippe einer Identifikation Munchs mit der Krankheit und ihren Verwüstungen in der Gesellschaft und Munchs Umfeld entsprungen sein könnten. Hans Dieter Huber erkennt im Motivkomplex Spanische Grippe aber vor allem eigene Todesangst des Malers, so in den drohenden Schatten auf Zeichnungen, die er den Motiven Das kranke Kind und Am Sterbebett entlehnt hatte. Der aufgerissene Mund in Selbstbildnis mit Spanischer Gruppe erinnert Joseph L. Goldstein an Der Schrei. Gegenüber einem Besucher kommentierte Munch das Bild: „Verspüren Sie den Geruch […] daß ich im Begriff bin zu verwesen?“

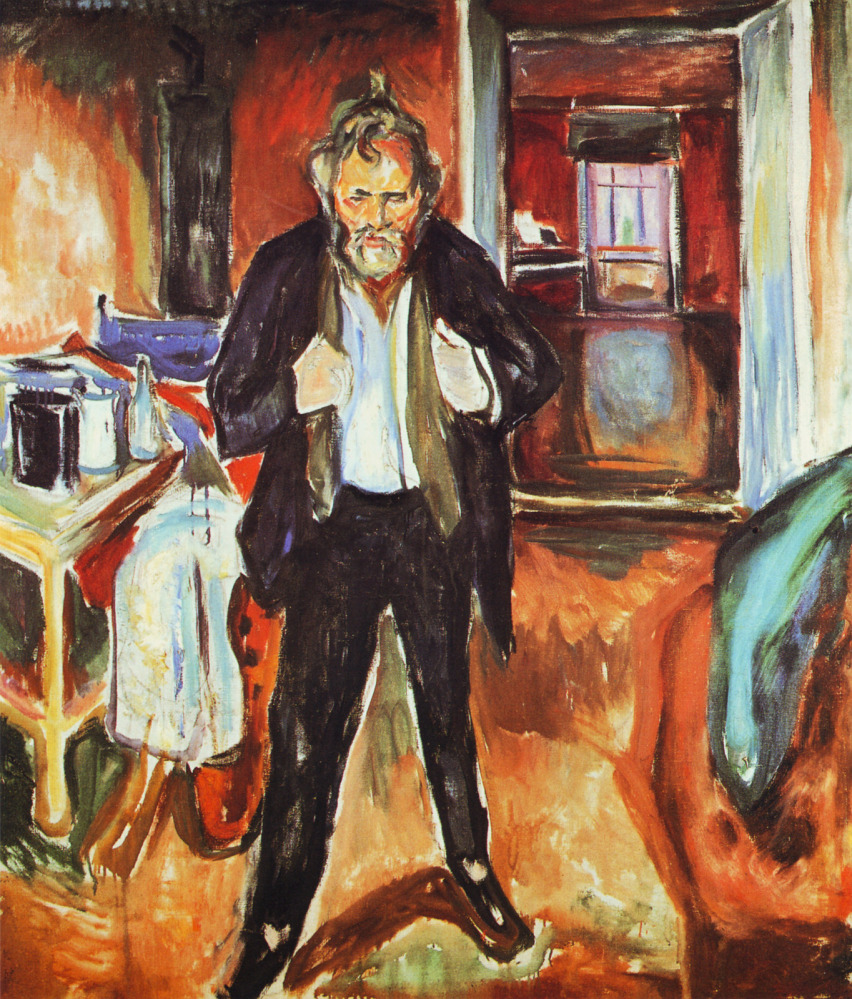
Selbstbildnis (In Innerer Unruhe) (1920), Öl auf Leinwand, 150 × 129 cm, Munch-Museum Oslo
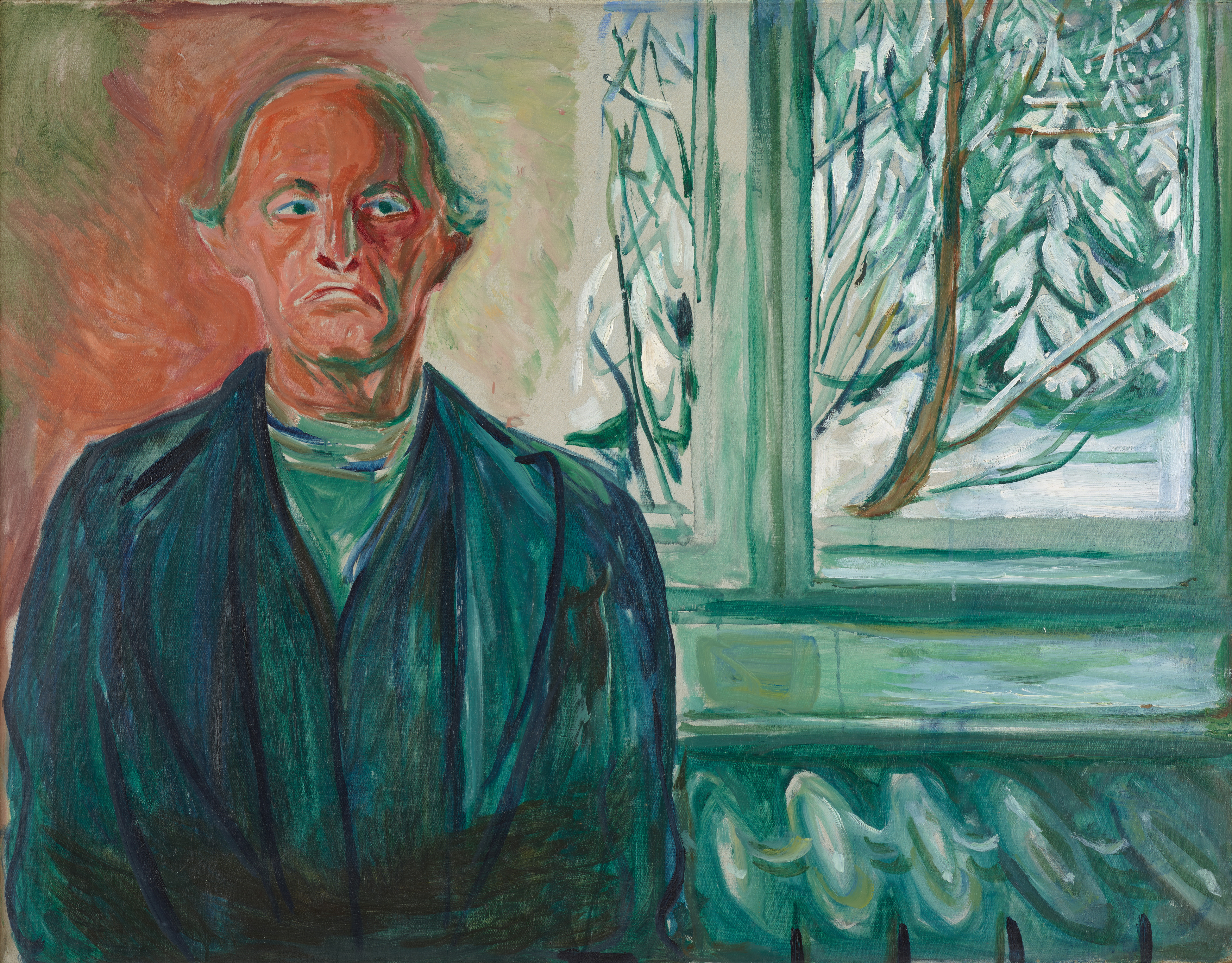
Selbstbildnis am Fenster (1940), Öl auf Leinwand, 84 × 107,5 cm, Munch-Museum Oslo
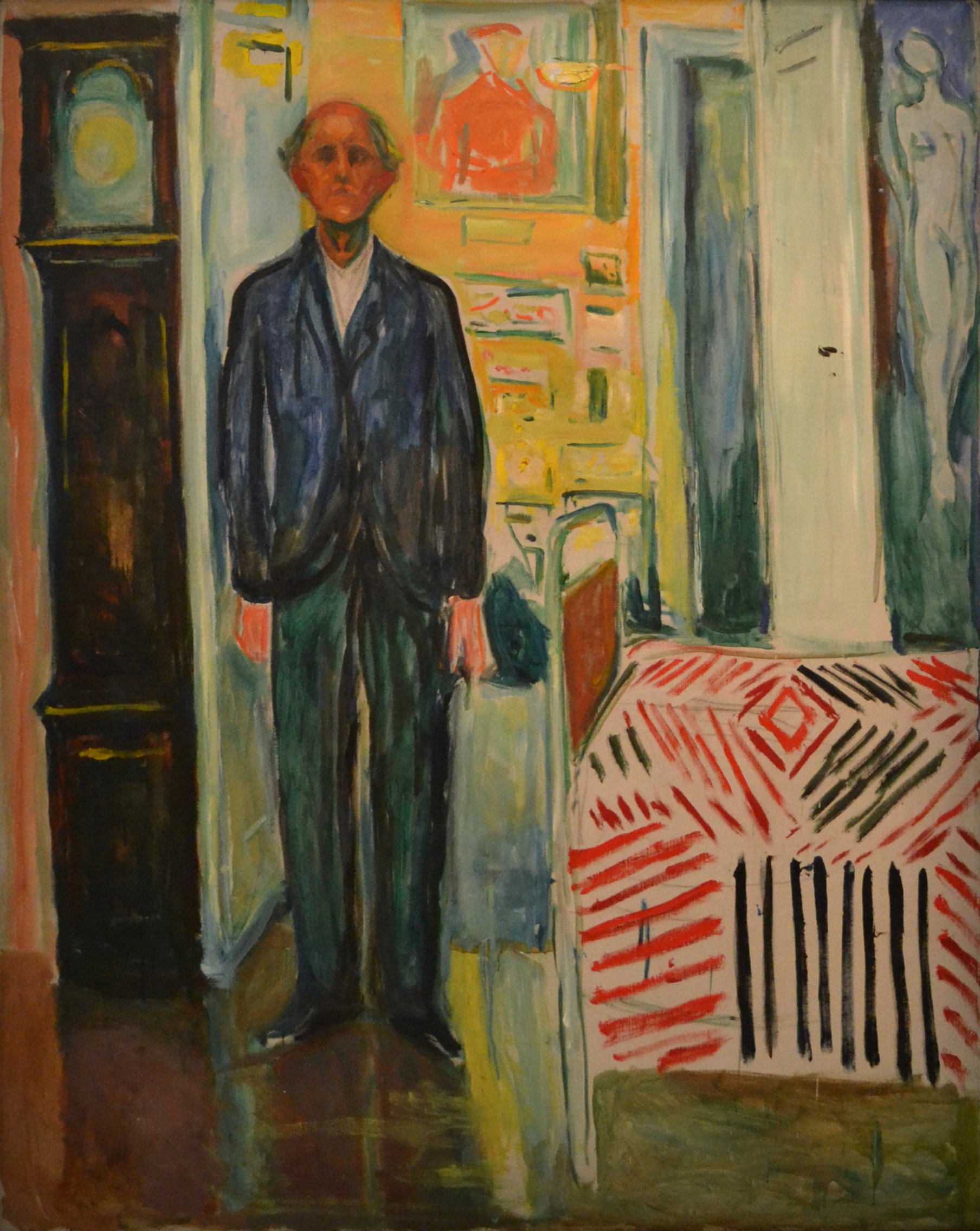
Selbstbildnis zwischen Uhr und Bett (1940–43), Öl auf Leinwand, 120,5 × 149,5 cm, Munch-Museum Oslo

In Munchs subjektiv geprägter Kunst und dem starken Bezug auf eigene Erlebnisse und Erfahrungen spielen Selbstbildnisse durchgängig eine wichtige Rolle. Sie sind laut Ulrich Bischoff ein „schonungsloses Instrument der Selbstbefragung“ und in ihrer Bedeutung mit Munchs Hauptwerken auf eine Stufe zu stellen. Insbesondere mit seinem Rückzug 1916 nach Ekely nahm die Beschäftigung Munchs mit sich selbst und seinem Körper zu, den er laut Arne Eggum „in schwindelerregender Häufigkeit“ zu malen und zeichnen begann. Dabei habe er sich „ohne jede Form von Sentimentalität mit gewaltiger Stärke als krank, bemitleidenswert und einsam“ dargestellt. „Mühsamste Selbstbehauptung gegenüber Krankheit“ erkennt Bischoff im Selbstbildnis mit Spanischer Grippe von 1919, Anfälle von Selbstzweifel im Selbstbildnis (In Innerer Unruhe) aus dem Folgejahr, beide „völlig unheroisch unter Aufbietung der schönsten Farbenpracht ins Bild gesetzt.“ Nic. Stang macht im Grippebild aber auch Trotz und Selbstbehauptung aus, mit denen sich der Maler der Krankheit entgegenstellt, um sein Werk weiterzuführen. Die Selbstbildnisse aus dem letzten Lebensjahrzehnt kreisen vor allem um seine Begegnung mit dem Tod. Die beiden Hauptwerke aus dieser Schaffensphase sind Selbstbildnis am Fenster (1940) und Selbstbildnis zwischen Uhr und Bett (1940–43). Während Munch sich laut Matthias Arnold schon in Selbstbildnis mit Spanischer Grippe mit gerade 56 Jahren als „zerbrechlichen Greis“ offenbarte, ist 20 Jahre später das Selbstbildnis zwischen Uhr und Bett „ein ergreifendes Zeugnis für Munchs Lebenssituation an der Schwelle des Todes“.

## Provenienz und Rezeption
Das Gemälde Selbstbildnis mit Spanischer Grippe ging 1937 mit einer Schenkung aus dem Besitz des norwegischen Fabrikanten Christian Mustad und seiner Frau Charlotte an die Norwegische Nationalgalerie über. Die Fassung aus dem Behnhaus wurde 1928 mit Mitteln der Jubelkugellotterie aus der Sammlung des deutschen Kunsthändlers Alfred Flechtheim erworben. Die Werke im Munch-Museum Oslo stammen aus dem Nachlass Edvard Munchs, den dieser vier Jahre vor seinem Tod 1944 der Stadt Oslo vermacht hatte. Das im Catalogue raisonné von Gerd Woll unter dem Titel Sitzender Mann (Woll 1280) geführte Gemälde aus der Sammlung Heidi Horten wurde 2018 in der Ausstellung WOW! The Heidi Horten Collection im Wiener Leopold Museum ebenfalls mit einem Bezug auf die Spanische Grippe als Selbstporträt mit der Spanischen Grippe präsentiert.

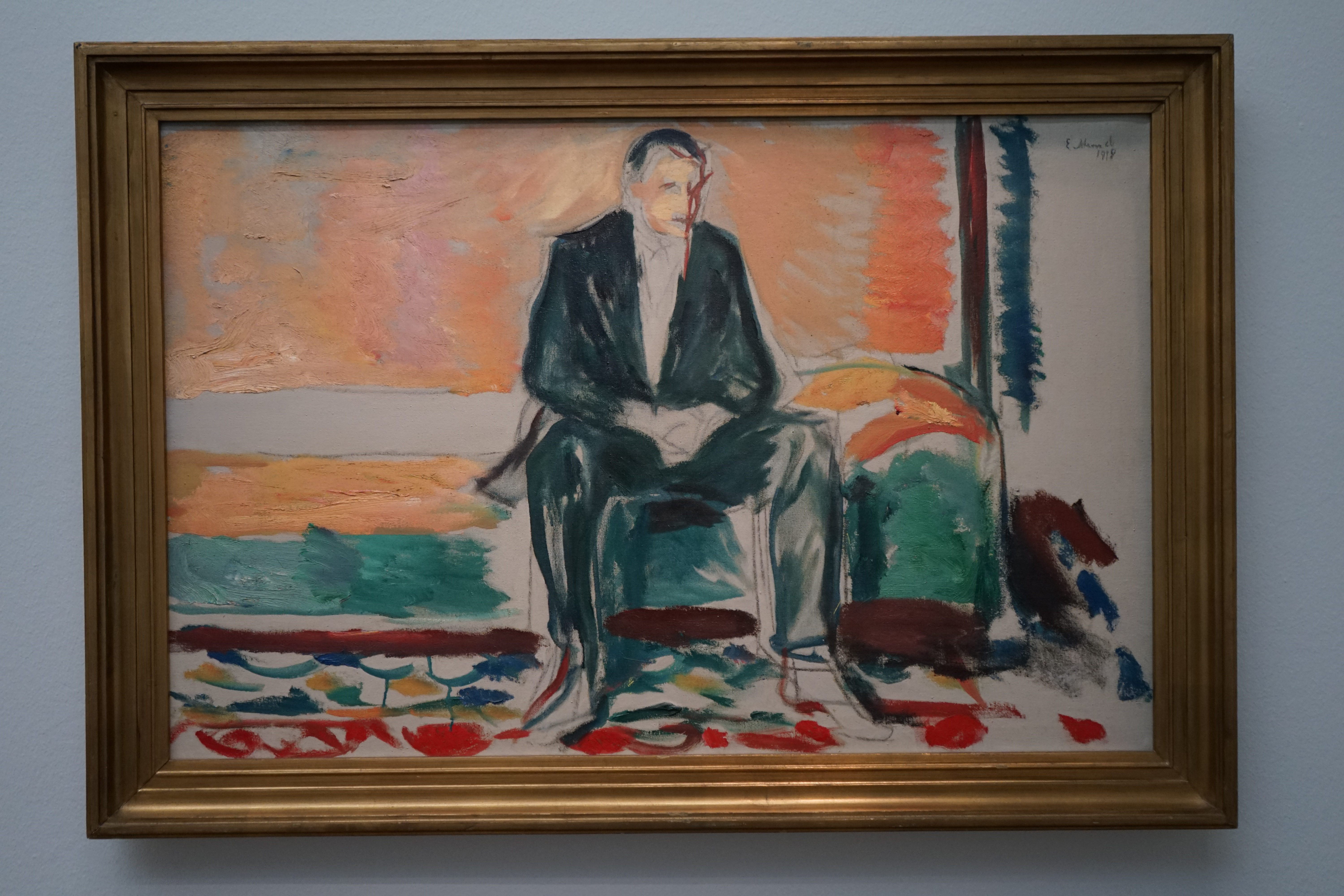
Selbstporträt mit der Spanischen Grippe (1918), Öl über Bleistift auf Leinwand, 66,5 × 105 cm, Sammlung Heidi Horten, Málaga

Der Motivkomplex zur Spanischen Grippe wird auch in medizinischen Publikationen abgebildet und besprochen. So war 2003 das Gemälde Selbstbildnis nach der Spanischen Grippe Tiltelbild der medizinischen Fachzeitschrift Emerging Infectious Diseases und Selbstbildnis mit Spanischer Grippe ist das Titelbild eines Fachbuchs über die Geschichte der niederländischen Virologie aus dem Jahr 2020. Auch in Bezug auf die COVID-19-Pandemie in den Jahren 2020/21 wurden Munchs Bilder diskutiert, so etwa vom amerikanischen Medizin-Nobelpreisträger Joseph L. Goldstein.